# Liste der Monuments historiques in Landévennec
Die Liste der Monuments historiques in Landévennec führt die Monuments historiques in der französischen Gemeinde Landévennec auf.

## Liste der Bauwerke
| Bezeichnung                       | Beschreibung | Standort | Kennzeichnung | Schutzstatus | Datum | Bild           |
| --------------------------------- | ------------ | -------- | ------------- | ------------ | ----- | -------------- |
| Ehemalige Abtei von Landévennec   |              | (Lage)   | PA00090040    | Classé       | 1992  | weitere Bilder |
| Glockenturm der Kirche Notre-Dame |              | (Lage)   | PA00090041    | Inscrit      | 1932  | weitere Bilder |

## Liste der Objekte
- Monuments historiques (Objekte) in Landévennec in der Base Palissy des französischen Kultusministeriums